# 金倉円照
金倉 円照（金倉 圓照、かなくら えんしょう、1896年11月27日 - 1987年1月24日）は、インド哲学者・仏教学者。位階は正三位。学位は、文学博士。東北大学名誉教授、宮城教育大学学長。龍厳寺住職（浄土真宗本願寺派）。特にジャイナ教と正当バラモン教の諸哲学体系の研究で知られる。

## 経歴
鹿児島県川辺郡坊津町（現・南さつま市）出身。鹿児島県立第一鹿児島中学校 (旧制)を経て、1917年第七高等学校造士館 (旧制)卒業、1920年東京帝国大学文学部印度哲学科卒業。大学卒業後、ヨーロッパへ留学。1923年東北帝国大学助教授、1926年東北帝国大学教授（戦後学制改革により東北大学教授）。1931年に論文「ブリハダーラヌヤコーパニシヤツドバーシユヤの研究」により東京帝国大学より文学博士を授与される。1934年『西蔵（チベット）大蔵経総目録』を編纂、1939年『印度古代精神史』を刊行。1960年東北大学を退官し名誉教授となる。立正大学教授を経て、1967年宮城教育大学学長に就任。1963年日本学士院会員。1972年の講書始で「日本のインド哲学」を講ず。
『印度中世精神史』で1953年日本学士院賞受賞、共編著書『西蔵撰述仏典目録』で1955年日本学士院賞共同受賞。1967年勲二等旭日重光章。1984年日本翻訳文化賞受賞。1985年に文化功労者となった。叙正三位。

## 著書
- 『吠檀多（ヴェーダーンタ）哲学の研究』岩波書店, 1932
- 『印度古代精神史』岩波書店, 1939
- 『印度精神文化の研究 特にヂヤイナを中心として』培風館, 1944
- 『釈迦』生活社, 1946
- 『印度哲学史要』弘文堂, 1948
- 『印度哲学の根本問題』光の書房, 1948
- 『印度哲学の自我思想』大蔵出版, 1949
- 『印度中世精神史 上』岩波書店, 1949
- 『印度哲学史』昭和書房, 1952
- 『印度哲学入門』百華苑「百華文庫」, 1952
- 『印度中世精神史 中』岩波書店, 1962
- 『馬鳴（アシュヴァゴーシャ）の研究』平楽寺書店, 1966
- 『インドの自然哲学』平楽寺書店, 1971
- 『真理の月光』講談社「インド古典叢書」, 1984

### 編纂
- 『法華経の成立と展開』平楽寺書店, 1970

### 翻訳
- 吉蔵嘉祥大師『三論玄義』岩波文庫, 1941。新装復刊1987、2015
- シャーンティデーヴ『悟りへの道』平楽寺書店, 1958
- ナーラーヤナ『ヒトーパデーシャ 処生の教え』北川秀則共訳、岩波文庫, 1968。新装復刊1990、1998、2013
- ジョージ・ウッドコック『古代インドとギリシア文化』塚本啓祥共訳注、平楽寺書店, 1972
- 『シャンカラの哲学 ブラフマ・スートラ釈論の全訳』（上・下）、春秋社, 1980-1984

### 論文
- CiNii>金倉円照
- INBUDS>金倉円照

### 記念論集
- 『金倉博士古稀記念印度学仏教学論集』同論文集刊行会編 平楽寺書店, 1966

### 評伝
- 山折哲雄 『恩人の思想　わが半生 追憶の人びと』ミネルヴァ書房, 2017。師の一人として回想